# Суд Справедливості
Європе́йський Суд Справедли́вості (ЄСС; англ. European Court of Justice, ECJ), інколи просто Суд Справедли́вості (фр. Cour de Justice) — найвища інстанція Суду Європейського Союзу з питань права Європейського Союзу, рішення якої не можуть бути оскаржені. Як частина Суду Європейського Союзу, йому доручено тлумачити законодавство ЄС і забезпечити його однакове застосування в усіх державах-членах ЄС відповідно до статті 263 Договору про функціонування Європейського Союзу (ДФЄС).
Суд був заснований у 1952 році та розташований у Люксембурзі. Він складається з одного судді від кожної держави-члена (наразі їх 27), хоча зазвичай він слухає справи колегіями з трьох, п’яти або п’ятнадцяти суддів. З 2015 року суд очолює Коен Ленартс.
Європейський Суд Справедливости є найвищим судом Європейського Союзу в питаннях права Союзу, але не національного права держав-членів. Неможливо оскаржити рішення національних судів у Європейському Суді Справедливости, натомість національні суди передають питання acquis communautaire до Європейського Суду Справедливости. Проте, зрештою, національний суд має застосувати отримане тлумачення до фактів будь-якої конкретної справи, хоча лише суди останньої апеляційної інстанції зобов’язані передавати питання права ЄС, коли воно розглядається. Договори надають Суду Справедливости повноваження щодо послідовного застосування законодавства ЄС у всьому ЄС.
Суд також діє як адміністративний і конституційний суд між іншими інституціями ЄС і державами-членами і може анулювати або визнавати недійсними незаконні акти інституцій, органів, офісів і агентств ЄС.

## Історія
Суд був заснований у 1952 році Паризьким договором (1951) як частина Європейської спільноти з вугілля та сталі. Він був створений із семи суддів, що дозволяє як представляти кожну з шести держав-членів, так і бути непарною кількістю суддів у разі рівности. По одному судді було призначено від кожної країни-члена, а сьоме місце чергувалося між «великими державами-членами» (Західна Німеччина, Франція та Італія). Він став інституцією двох додаткових Спільнот у 1957 році, коли було створено Європейську економічну спільноту (ЄЕС) і Європейську спільноту з атомної енергії (Євратом), які мали ті ж суди.
У 1993 році було ратифіковано Маастрихтський договір, який створив Європейський Союз. На відміну від інших інституцій, назва суду не змінилася. Влада Суду полягала на першій підвалині Спільноти (першому стовпі).
Суд набув повноважень у 1997 році після підписання Амстердамського договору. Питання з третього рівня були передані до першого рівня. Раніше ці питання вирішувалися між державами-членами.
Після набуття чинности Лісабонського договору 1 грудня 2009 року офіційну назву Європейського Суду Справедливости було змінено з «Суд Справедливости Європейських Спільнот» на «Суд Справедливости», хоча в англійській мові досі найчастіше Суд називають Європейським Судом Справедливости. Суд першої інстанції було перейменовано на «Загальний Суд», а термін «Суд Справедливости Європейського Союзу» офіційно позначає обидва суди разом із спеціалізованими судами разом.

## Склад

### Судді
Суд складається з 27 суддів, яким допомагають 11 генеральних адвокатів. Судді та генеральні адвокати призначаються за спільною згодою урядів держав-членів і обіймають посаду на шестирічний термін з можливістю поновлення. Угоди вимагають, щоб вони були обрані з числа юридичних експертів, чия незалежність «поза сумнівом» і які володіють кваліфікацією, необхідною для призначення на найвищі судові посади у відповідних державах, або які мають визнану компетентність. На практиці кожна держава-член призначає суддю, кандидатура якого потім ратифікується всіма іншими державами-членами.

### Голова
Голова Суду обирається суддями на трирічний термін з можливістю переобрання. Голова головує на слуханнях і обговореннях, керуючи судовою справою та адміністрацією (наприклад, розкладом Суду та Великої палати). Він також розподіляє справи на розгляд палат і призначає суддів-доповідачів, які називаються суддями-доповідачами (суддями-доповідачами). Рада також може призначати помічників доповідачів, які допомагатимуть Президенту в клопотаннях про тимчасові заходи та допомагатимуть доповідачам у виконанні їхніх обов’язків.
| No. | Голова                        | Держава           | Термін    |
| --- | ----------------------------- | ----------------- | --------- |
| 1   | Массімо Пілотті               | Італія            | 1952–1958 |
| 2   | Андреас Маттіас Доннер        | Нідерланди        | 1958–1964 |
| 3   | Чарльз Леон Гаммес            | Люксембург        | 1964–1967 |
| 4   | Робер Лекур                   | Франція           | 1967–1976 |
| 5   | Ганс Кутчер                   | Західна Німеччина | 1976–1980 |
| 6   | Йоссе Мертенс де Вільмарс     | Бельгія           | 1980–1984 |
| 7   | Джон Маккензі-Стюарт          | Велика Британія   | 1984–1988 |
| 8   | Оле Дуе                       | Данія             | 1988–1994 |
| 9   | Ґіль Карлос Родріґес Іґлесіас | Іспанія           | 1994–2003 |
| 10  | Васіліос Скуріс               | Греція            | 2003–2015 |
| 11  | Коен Ленаертс                 | Бельгія           | 2015–досі |

### Віцеголова
Пост віцеголови було створено згідно зі змінами до Статуту Суду в 2012 році. Обов'язок віцеголови полягає в тому, щоб допомагати голові у виконанні його обов'язків і займати місце голови, коли останній не може бути присутнім або коли посада голови вакантна. У 2012 році суддя Коен Ленартс з Бельгії став першим суддею, який виконував обов’язки віцеголови Суду. Як і голова суду, віцеголова обирається членами Суду строком на три роки.
| No. | Віцеголова                 | Держава   | Термін    |
| --- | -------------------------- | --------- | --------- |
| 1   | Коен Ленаертс              | Бельгія   | 2012–2015 |
| 2   | Антоніо Тіццано            | Італія    | 2015–2018 |
| 3   | Росаріо Сільва де Лапуерта | Іспанія   | 2018–2021 |
| 4   | Ларс Бей Ларсен            | Данія     | 2021–2024 |
| 5   | Томас фон Данвіц           | Німеччина | 2024–досі |

### Генеральні адвокати
Суддям допомагають одинадцять генеральних адвокатів, кількість яких може бути збільшена Радою на прохання Суду. Генеральні адвокати несуть відповідальність за надання юридичного висновку щодо доручених їм справ. Вони можуть допитати залучені сторони, а потім висловити свою думку щодо правового вирішення справи до того, як судді обговорять і винесуть своє рішення. Метою приєднання Генеральних адвокатів є надання незалежних і неупереджених висновків щодо справ Суду. На відміну від рішень Суду, письмові висновки генеральних адвокатів є роботами одного автора і, отже, загалом легші для читання та розглядають правові питання більш повно, ніж Суд, який обмежується окремими питаннями.
Висновки генеральних адвокатів є консультативними та не зобов’язують Суд, але, тим не менш, вони дуже впливові та дотримуються у більшості справ. У дослідженні 2016 року Арребола та Маурісіо виміряли вплив Генерального адвоката на рішення Суду, показавши, що Суд має приблизно на 67% більшу ймовірність принести конкретний результат, якщо такою була думка Генерального адвоката. Починаючи з 2003 року, генеральні адвокати зобов’язані давати висновок лише в тому випадку, якщо суд вважає, що справа порушує нове питання права.
Згідно зі статтею 255 ДФЄС судді та генеральні адвокати призначаються за спільною згодою урядів держав-членів після консультації з комісією, відповідальною за оцінку придатности кандидатів.

### Секретар
Секретар є головним розпорядником Суду. Вони керують відділами, підпорядкованими Голові Суду. Суд також може призначити одного або кількох помічників Секретаря. Вони допомагають Суду, палатам, голові та суддям у виконанні всіх їхніх офіційних функцій. Вони несуть відповідальність за Секретаріат, а також за отримання, передачу та зберігання документів і заяв, які були внесені до реєстру, підписаного Президентом. Вони є охоронцями печаток і відповідають за архіви та публікації Суду.
Секретар відповідає за адміністрування Суду, його фінансове управління та його рахунки. Діяльність Суду знаходиться в руках посадових осіб та інших службовців, які підпорядковані Секретарю під керівництвом Президента. Суд керує власною інфраструктурою; сюди входить Управління перекладів, яке станом на  2012 працювало 44,7% штату закладу.

### Палати
Суд може засідати на пленарних засіданнях, як Велика палата з п’ятнадцяти суддів (включно з головою та віце-президентом), або палатами з трьох або п’яти суддів. Зараз пленарні засідання відбуваються дуже рідко, і суд здебільшого засідає палатами по три-п’ять суддів. Кожна палата обирає свого голову, який обирається на три роки у випадку палат із п’яти суддів або на один рік у випадку палат із трьох суддів.
Суд зобов’язаний засідати у повному складі у виняткових випадках, передбачених договорами. Суд також може прийняти рішення про засідання у повному складі, якщо розглядаються питання мають виняткову важливість. Засідання у формі Великої палати є більш поширеним і може відбуватися на вимогу держави-члена чи установи Союзу, яка є стороною в певному провадженні, або в особливо складних чи важливих справах.
Суд діє як колегіальний орган: рішення приймаються судом, а не окремими суддями; жодних думок меншости не надається, і насправді ніколи не передбачається існування рішення більшости, а не одностайности.

## Функції
- Перевірка на відповідність договорам документів, виданих європейськими інституціями й урядами
- Тлумачення права Союзу за запитом національних судів (у межах преюдиційної процедури).

У 1993—2009 роках до Європейського суду щороку надходило 200—300 преюдиційних запитів.

## Юрисдикція та повноваження

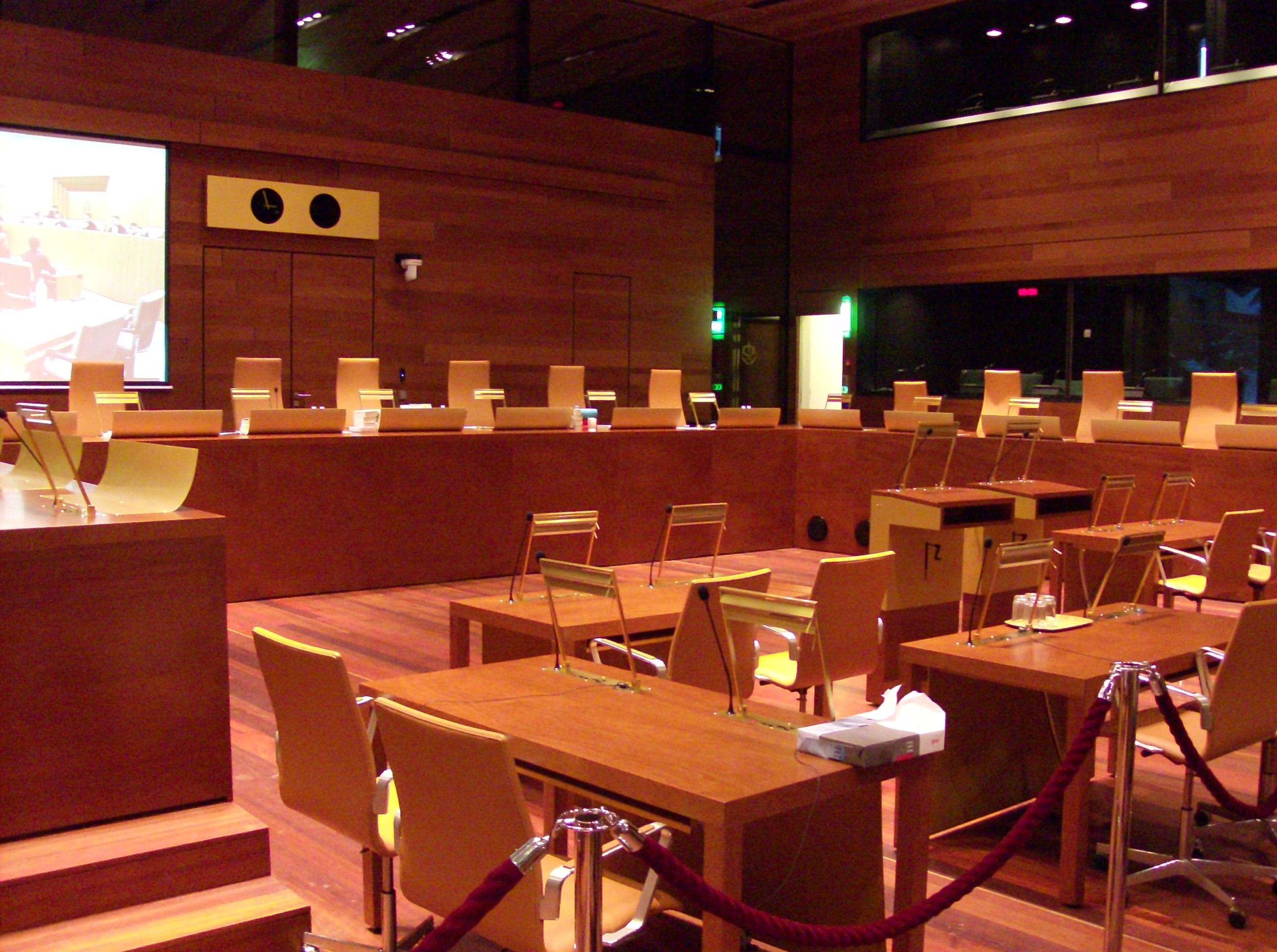
Середній зал суду в будівлі Ancien Palais комплексу Палацу Суду Справедливости.

Відповідальністю Суду є забезпечення дотримання закону при тлумаченні та застосуванні Договорів Європейського Союзу. Щоб він міг виконувати свої обов’язки, Суд має широку юрисдикцію для розгляду різних типів позовів. Суд має компетенцію, серед інших дій, приймати рішення щодо заяв про скасування або позовів про бездіяльність, поданих державою-членом або установою; вживати заходів проти держав-членів за невиконання зобов'язань; і розглядає преюдиційні запити та апеляції на рішення Загального Суду.

### Позови про невиконання зобов'язань: порядок порушення
Згідно зі статтею 258 (колишня стаття 226) Договору про функціонування Європейського Союзу, Суд Справедливости може визначити, чи виконала держава-член свої зобов’язання відповідно до права Союзу.
Цей позов може бути поданий Комісією – як це практично завжди буває – або іншою державою-членом, хоча випадки останнього типу залишаються надзвичайно рідкісними. Лише є шість рішень по міждержавних справах:
- Франція проти Сполученого Королівства (справа C-141/78), рішення від 14 жовтня 1979 р. ( ECLI:EU:C:1979:225 ) щодо британського одностороннього заходу з охорони рибальства, порушення, оскільки Сполучене Королівство повинно було провести консультації та отримати дозвіл Комісії;
- Бельгія проти Іспанії (справа C-388/95), рішення від 16 травня 2000 р. ( ECLI:EU:C:2000:244 ) щодо іспанського нормативного акту, який наказує розливати вино в регіоні виробництва, якщо в ньому використовується найменування походження, без порушення, оскільки це дозволене та виправдане обмеження вільного руху товарів;
- Іспанія проти Сполученого Королівства (справа C-145/04), рішення від 12 вересня 2006 р. ( ECLI:EU:C:2006:543 ) щодо виборчих прав Співдружности в Ґібралтарі, без порушення;
- Угорщина проти Словаччини (справа C-364/10), рішення від 16 жовтня 2012 року ( ECLI:EU:C:2012:630 ): Словаччина відмовляє у в’їзді президенту Угорщини[en], порушення немає;
- Австрія проти Німеччини (справа C-591/17), рішення від 18 червня 2019 року ( ECLI:EU:C:2019:504 ) щодо дискримінаційних податкових пільг у Німеччині щодо податку на транспортні засоби; порушення;
- Словенія проти Хорватії (справа C-457/18), рішення від 31 січня 2020 року ( ECLI:EU:C:2020:65 ) щодо їх прикордонної суперечки.

Початку провадження в Суді Справедливости передує попередня процедура, яку проводить комісія, яка дає державі-члену можливість відповісти на скарги проти неї. Суд вирішив, що якщо Європейська комісія не надішле офіційного листа державі-порушнику, ніхто не зможе змусити їх. Якщо ця процедура не призведе до припинення неспроможности з боку держави-члена, позов про порушення права Союзу може бути поданий до Суду.
Якщо Суд визнає, що зобов’язання не було виконано, відповідна держава-член повинна негайно припинити порушення. Якщо після того, як Комісія розпочне нове провадження, Суд визнає, що відповідна держава-член не виконала його рішення, він може на прохання комісії накласти на державу-члена фіксований або періодичний фінансовий штраф відповідно до статті 260 ДФЄС.

### Позови про визнання рішень недійсними
Подаючи позов про анулювання згідно зі статтею 263 (колишня стаття 230) Договору про функціонування Європейського Союзу, заявник добивається анулювання заходу (постанови, директиви, рішення чи будь-якого заходу, що має юридичні наслідки), ухваленого установою, органом, офісом чи агентством ЄС. Суд ЄС має виключну юрисдикцію щодо позовів, поданих державою-членом проти Європейського парламенту та/або проти ради (окрім заходів Ради щодо державної допомоги, демпінгу та повноважень щодо реалізації) або поданих однією установою Союзу проти іншої. Загальний Суд має юрисдикцію в першій інстанції в усіх інших позовах цього типу і, зокрема, у позовах, поданих окремими особами. Суд ЄС має повноваження оголошувати заходи недійсними відповідно до статті 264 (колишня стаття 231) Договору про функціонування Європейського Союзу.

### Позови за бездіяльність
Згідно зі статтею 265 (колишня стаття 232) Договору про функціонування Європейського Союзу, Суд Справедливості і Загальний Суд також можуть переглядати законність бездіяльности з боку інституції, органу, офісу чи агентства Союзу. Однак такий позов можна подати лише після того, як установа була закликана діяти. Якщо бездіяльність визнана незаконною, відповідна установа повинна покласти край бездіяльности за допомогою відповідних заходів.

### Позови про компенсацію на основі позадоговірної відповідальности
Згідно зі статтею 268 Договору про функціонування Європейського Союзу (і з посиланням на статтю 340), Суд ЄС розглядає позови про компенсацію, засновані на позадоговірній відповідальности, і виносить рішення щодо відповідальности Союзу за шкоду, завдану громадянам і підприємствам, заподіяну його установами або службовцями під час виконання своїх обов’язків.

### Апеляції з питань права
Згідно зі статтею 256 (колишня стаття 225) Договору про функціонування Європейського Союзу, апеляції на рішення, винесені Загальним Судом, можуть бути розглянуті Судом, лише якщо апеляція стосується питання права. Якщо апеляція є прийнятною та обґрунтованою, Суд скасовує рішення Загального Суду. Якщо це дозволяє стан провадження, Суд може сам вирішити справу. В іншому випадку Суд повинен повернути справу до Загального Суду, який є обов’язковим для рішення, винесеного в апеляційному порядку. Жодна спеціальна процедура не застосовується, щоб дозволити подати апеляцію до Суду ЄС, за винятком випадків, у яких Загальний Суд ухвалив рішення щодо апеляції на рішення незалежних апеляційних рад агентств ЄС (як передбачено статтею 58a Статуту Суду).

### Преюдиційний запит
Посилання на преюдиційний запит є специфічними для права Союзу. Хоча Суд Справедливости за своєю природою є найвищим охоронцем законности Союзу, він не єдиний судовий орган, уповноважений застосовувати право ЄС.
Це завдання також лежить на національних судах, оскільки вони зберігають юрисдикцію для перегляду адміністративного виконання законодавства Союзу, за що в основному відповідають органи держав-членів; багато положень Договорів і вторинного законодавства – регламенти, директиви та рішення – безпосередньо надають особисті права громадянам держав-членів, які національні суди повинні підтримувати.
Таким чином, національні суди за своєю природою є першими гарантами права Союзу. Щоб забезпечити ефективне та однакове застосування законодавства Союзу та запобігти різним тлумаченням, національні суди можуть, а іноді й повинні, звернутися до Суду Справедливости і попросити його роз’яснити питання щодо тлумачення законодавства Союзу, щоб, наприклад, переконатися, що їх національне законодавство відповідає цьому закону. Звернення до Суду шляхом подання преюдиційного запиту описано в статті 267 (колишня стаття 234) Договору про функціонування Європейського Союзу.
Посилання на преюдиційний запит може також вимагати перегляду законности акта права Союзу. Відповідь Суду є не просто думкою, а має форму рішення або вмотивованого наказу. Національний суд, якому це адресовано, зв’язаний наданим тлумаченням. Рішення Суду також є обов’язковим для інших національних судів, перед якими порушується проблема такого ж характеру.
Хоча таке посилання може бути зроблено лише національним судом, який єдиний має повноваження вирішувати, що це доцільно зробити, усі залучені сторони – тобто держави-члени, сторони у провадженні в національних судах і, зокрема, комісія – можуть брати участь у провадженні в Суді Справедливости. Таким чином, ряд важливих принципів права Союзу було викладено в попередніх рішеннях, іноді у відповідь на питання, направлені національними судами першої інстанції.
Рішення закінчуються висловом, який підсумовує рішення, прийняте Судом, і може вказувати, як управляти витратами.
У звіті Суду Справедливости за 2009 рік було зазначено, що бельгійські, німецькі та італійські судді звернулися до нього з проханням про тлумачення законодавства ЄС. Суд Німеччини рідко звертався до Суду Справедливости, тому юристи та професори права попереджають про майбутній судовий конфлікт між двома судами. 7 лютого 2014 року Конституційний суд Німеччини передав свою першу справу до Суду Справедливости для винесення рішення щодо програми Європейського центрального банку. У 2017 році Конституційний суд Німеччини передав свою другу справу до Суду Справедливости, але всупереч обов’язковому характеру попередніх рішень Суду Справедливости у 2020 році Конституційний суд Німеччини відмовився виконувати попереднє рішення. На думку Конституційного суду Німеччини, відповідь Суду була незрозумілою. У червні 2021 року Європейська комісія оголосила, що почне справу про порушення проти Німеччини через відмову Конституційного суду Німеччини виконати попереднє рішення Суду Справедливости.
Конституційні суди держав-членів загалом неохоче передають питання до Суду Справедливости.

#### Дати перших посилань
Це перші посилання кожного конституційного суду:
- 1997: Конституційний суд Бельгії: справа C-93/97, Fédération Belge des Chambres Syndicales de Médecins ASBL
- 1999: Конституційний суд Австрії: справа C-143/99, Adria-Wien Pipeline GmbH
- 2007: Конституційний суд Литви: справа C-239/07, Сабатаускас
- 2008: Конституційний суд Італії: справа C-169/08, Presidente del Consiglio dei Ministri v. Regione Sardegna
- 2011: Конституційний суд Іспанії: справа C-399/11, Melloni
- 2013: Конституційна рада Франції: справа C-168/13 PPU, Джеремі
- 2014: Федеральний конституційний суд Німеччини: справа C-62/14, Ґаувайлер
- 2014: Конституційний суд Словенії: справа C-526/14, Kotnik
- 2015: Конституційний суд Люксембургу: справа C-321/15, ArcelorMittal Rodange et Schifflange SA
- 2015: Конституційний Трибунал Польщі: справа C-390/15, польський омбудсмен
- 2016: Конституційний суд Румунії: справа C-673/16, Коман
- 2017: Конституційний суд Латвії: справа C‑120/17, Уряд Латвії
- 2019: Конституційний суд Словаччини: справа C-378/19, Президент Словаччини

## Процедура та робочі мови
Процедура в Суді Справедливости визначаються його власним регламентом. Як правило, судова процедура включає письмову та усну фази. Судочинство ведеться однією з офіційних мов Європейського Союзу, обраних заявником, хоча, якщо відповідач є державою-членом або громадянином держави-члена, заявник повинен вибрати офіційну мову цієї держави-члена, якщо сторони не домовилися про інше.
Однак робочою мовою суду є мова справи, яка розглядається, а французька мова є загальною мовою для обговорення, і саме цією мовою судді обговорюють, перекладають судові заяви та письмові судові подання, а також нею готується рішення. Генеральні адвокати, навпаки, можуть працювати та складати свої висновки будь-якою офіційною мовою, оскільки вони не беруть участі в жодних обговореннях. Потім ці думки перекладаються на французьку мову на користь суддів та їх обговорень. Однак усі документи, використані у справі, складаються мовою цієї справи, і єдиною автентичною версією рішення, винесеного або Судом Справедливости, або Загальним Судом, є та, яка з’являється мовою справи.

## Місце засідання
Усі судові органи ЄС розташовані в кварталі Кірхберг міста Люксембург, Люксембург. Суд знаходиться в Палаці Суду Справедливості.
Місто Люксембург було обрано тимчасовим місцем перебування Суду 23 липня 1952 року після створення Європейської спільноти з вугілля та сталі. Його перше слухання там відбулося 28 листопада 1954 року в будівлі, відомій як Вілла Вобан, місце розташування до 1959 року, коли воно переїде до будівлі Côte d'Eich, а потім до будівлі Palais у 1972 році.
У 1965 році держави-члени визначили місто Люксембург як постійне місцезнаходження Суду. Майбутні судові органи (Суд першої інстанції та Трибунал публічної служби) також мали базуватися в місті. Рішення було підтверджено Європейською радою в Единбурзі в 1992 році. Однак не було згадок про те, що майбутні інституції будуть знаходитися в місті Люксембург. У відповідь на це уряд Люксембургу опублікував власну заяву, у якій заявив, що не відмовляється від положень, узгоджених у 1965 році. Единбурзьке рішення було долучено до Амстердамського договору. До Ніццького договору Люксембург додав заяву про те, що не претендує на місце розташування апеляційних рад Управління з гармонізації внутрішнього ринку – навіть якщо воно стане судовим органом.

## Знакові рішення[en]
З часом європейський Суд Справедливости розробив два основні правила, на яких ґрунтується правовий порядок: пряма дія та примат. Вперше Суд ухвалив рішення про пряму дію первинного законодавства у справі, яка, хоч і була технічною, підняла фундаментальний принцип права Союзу. У справі Ван Ґенд ен Лоос проти Нідерландської податкової адміністрації (1963) нідерландська транспортна фірма подала скаргу на нідерландську митницю за підвищення мита на товар, імпортований з Німеччини. Суд постановив, що Спільнота являє собою новий правовий порядок, суб'єктами якого є не тільки держави-члени, а й їхні громадяни. Отже, право Співтовариства може, якщо воно належним чином сформульоване, надавати права особам, які національні суди зобов'язані захищати. Принцип прямої дії мав би незначний вплив, якби право Союзу не витісняло національне право. Без верховенства держави-члени могли б просто ігнорувати правила ЄС. У справі Коста проти ENEL (1964) суд постановив, що держави-члени остаточно передали суверенні права Спільноті і право Союзу не може бути скасоване національним законодавством.
Іншою ранньою знаковою справою була Комісія проти Люксембургу та Бельгії (1964), справа «Молочні продукти». У цьому рішенні Суд повністю виключив будь-яке використання державами-членами заходів помсти, які зазвичай дозволені загальним міжнародним правом у межах Європейської економічної спільноти. Це рішення часто вважають найкращим прикладом розходження європейського правопорядку зі звичайним міжнародним правом. Комісія проти Люксембургу та Бельгії також має логічний зв’язок із майже одночасними рішеннями у справах Ван Ґенд ен Лоос проти Нідерландської податкової адміністрації, оскільки, можливо, саме доктрини прямої дії та верховенства дозволяють європейській правовій системі відмовитися від будь-якого використання державами-членами механізмів примусового виконання у відповідь. Зв’язки між доктриною прямої дії та припиненням міждержавної помсти між державами-членами ЄС можна знайти в багатьох визначних ранніх рішеннях Суду Справедливости, а також у працях впливового французького судді Робера Лекура, можливо, найважливішого члена Суду між 1962 і 1976 роками.
Крім того, у справі Франкович проти Італії 1991 року Суд Справедливости встановив, що держави-члени можуть нести відповідальність за виплату компенсації особам, які зазнали збитків через те, що держава-член не транспонувала директиву Європейського Союзу у національне законодавство.

## Критика
У 2008 році колишній президент Німеччини Роман Герцог заявив, що Суд Справедливости перевищив свої повноваження. Він особливо критично оцінив рішення суду у справі Mangold v Helm, яке скасувало німецький закон, який би дискримінував працівників похилого віку.
У 2011 році голова Конституційного суду Бельгії Марк Боссайт заявив, що і Суд Європейського Союзу, і Європейський суд з прав людини отримують більше повноважень, розширюючи свої повноваження, створюючи загрозу «правління суддів». Він стверджував, що іноземні судді не завжди усвідомлювали фінансові наслідки своїх рішень для національних урядів.